# Francis Brennan
Francis John Brennan, (ur. 7 maja 1894 w Shenandoah, zm. 2 lipca 1968 w Filadelfii) – amerykański duchowny rzymskokatolicki, kardynał od 1967, prefekt Kongregacji ds. Dyscypliny Sakramentów w 1968.

## Życiorys
Święcenia kapłańskie przyjął 3 kwietnia 1920 w Rzymie z rąk kard. Basilia Pompilja, wikariusza generalnego Rzymu. Po powrocie do kraju w 1924 podjął pracę duszpasterską w archidiecezji Filadelfii. W 1937 przeszedł do pracy w kurii archidiecezjalnej Filadelfii. 1 sierpnia 1940 został audytorem Roty Rzymskiej, a 14 grudnia 1959 jej dziekanem.
10 czerwca 1967 papież Paweł VI mianował go arcybiskupem tytularnym Tubunae in Mauretania. Konsekracja odbyła się 25 czerwca 1967 w rzymskim kościele św. Anzelma na Awentynie, a sakrę biskupią przyjął z rąk kard. Eugène’a Tisseranta, dziekana Kolegium Kardynalskiego, archiwisty i bibliotekarza Rzymskiego Kościoła Świętego. Następnego dnia 26 czerwca został wyniesiony do godności kardynalskiej z tytułem diakona Sant'Eustachio. 15 stycznia 1968 został mianowany prefektem Kongregacji ds. Dyscypliny Sakramentów.
Po niespełna półrocznej pracy w Kongregacji zmarł 2 lipca tego samego roku w Filadelfii. Pochowano go w archikatedrze św. Piotra i Pawła w Filadelfii.